# Élections constituantes vénézuéliennes de 2017

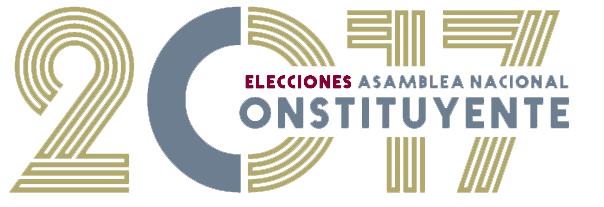
Logo de l'élection.

Les élections constituantes vénézuéliennes de 2017 se tiennent le 30 juillet 2017 pour élire les 545 membres de l'Assemblée nationale constituante, dont 181 au scrutin indirect répartis par quotas de profession et d'origine ethnique, et 364 autres élus au suffrage universel selon un découpage par circonscriptions municipales. 19 805 002 personnes sont appelées aux urnes. Du fait de ce mode de scrutin, 62 % des électeurs potentiels pourront voter au moins deux fois. Cette Assemblée nationale constituante va de fait remplacer l'Assemblée nationale et doit élaborer une nouvelle constitution.
La campagne électorale s'effectue dans un climat de violence où plus de cent personnes sont tuées. La Table de l'unité démocratique (MUD), coalition de plusieurs partis opposés au gouvernement de Nicolás Maduro et majoritaire à l'Assemblée nationale depuis les élections législatives de 2015, s'oppose à ces élections constituantes et appelle au boycott du scrutin. L’Église catholique vénézuélienne évoque la mise en place d'une « dictature ».

## Contexte
Des manifestations éclatent à partir de décembre 2014, un an après la défaite de la MUD aux élections municipales.
Lors des élections législatives de décembre 2015, l'opposition au régime de Nicolás Maduro devient majoritaire au Parlement. Depuis cette élection le gouvernement et la Cour suprême empêche le travail parlementaire. Les lois votées sont annulées et les obligations de validations de décisions gouvernementales par le Parlement ne sont pas respectées. Nicolás Maduro considère ce Parlement comme illégal. En mars 2017, la Cour suprême vénézuélienne, favorable au régime de Maduro, s'est octroyée les pouvoirs du Parlement. Puis la Cour suprême a annulé sa décision devant les critiques internationales.
Cette assemblée constituante a pour but de rédiger une nouvelle constitution qui remplacera celle de 1999 promulguée par Hugo Chávez (mort en 2013) et qui devra être adoptée par référendum. Celle-ci a été convoquée le 1er mai 2017, et est immédiatement rejetée par l'opposition en pleine crise politique. La nouvelle Assemblée constituante, dont une grande partie des candidats sont chavistes (les partis politiques ne pouvant cependant pas officiellement présenter de candidats) a donc pour objectif de se substituer à la précédente assemblée dirigée par l'opposition. Les prérogatives de la nouvelle assemblée (réécriture de la Constitution, dissolution des institutions, limogeage de fonctionnaires) est donc critiquée par l'opposition, cette réforme visant à donner les pleins pouvoirs au président.
Le 4 juin 2017, le président Nicolás Maduro propose la date du 30 juillet 2017 et la soumet au Conseil national électoral,.

## Mode d'élection des membres

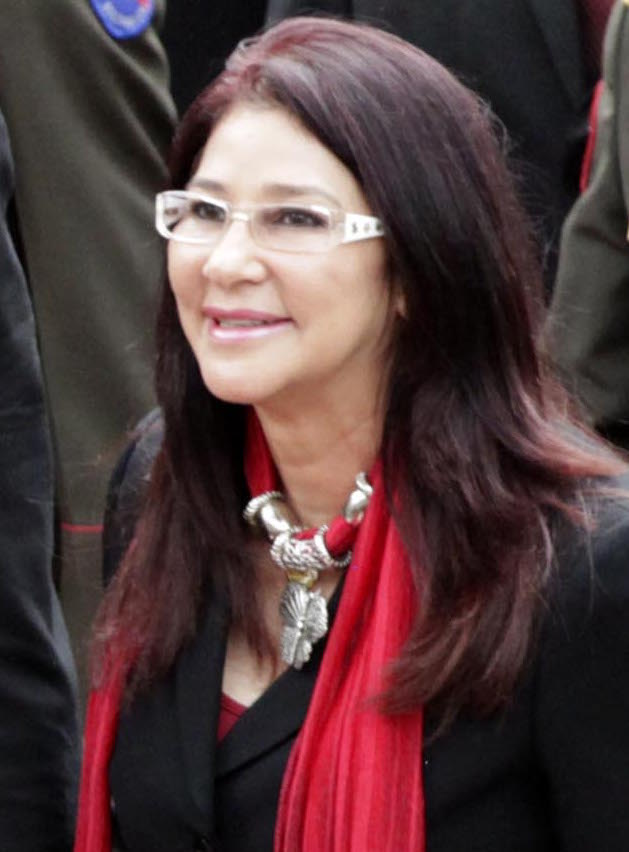
Cilia Flores, épouse de Nicolás Maduro, élue à l'Assemblée nationale constituante.

L'Assemblée doit comprendre 545 membres. Parmi eux 173 membres sont élus par des groupes sociaux (syndicats, retraités, étudiants), répartis par quotas, lors d'élections dites sectorielles, et 8 parmi les peuples indigènes. Ce mode de désignation est critiqué par l'opposition à Nicolás Maduro considérant que ces groupes sont inféodés au pouvoir en place. Les 364 autres membres doivent être élus au suffrage universel selon un découpage par circonscriptions municipales,, ce qui a tendance à surreprésenter les espaces ruraux, favorables au gouvernement, aux dépens des espaces urbains, acquis à l'opposition. Ainsi 62 % des 19,8 millions d'électeurs potentiels pourront voter au moins deux fois, ce qui fait craindre une incertitude quant au pourcentage de participation. Les partis politiques ne peuvent pas présenter de candidats. Toutefois des responsables du pouvoir en place, membres du Parti socialiste unifié du Venezuela de Nicolás Maduro, sont bien présents comme le député Diosdado Cabello ou Adán Chávez, frère d'Hugo Chávez. La quasi-totalité des candidats sont des proches du gouvernement de Nicolás Maduro. La première dame Cilia Flores et le fils du président sont aussi candidats. Les fonctionnaires, au nombre de 2,8 millions, sont dans l'obligation de voter sous peine de perdre leur travail. La durée du mandat de l'Assemblée constituante n'est pas définie. Pour voter les électeurs peuvent se présenter dans n'importe quel bureau de leur commune. Aucun observateur étranger n'est présent dans les bureaux de vote. Mais les bureaux sont protégés par 230 000 soldats.
L'Assemblée nationale constituante doit siéger dans l'hémicycle du Parlement, qui depuis les élections législatives de décembre 2015 est majoritairement constitué de députés de l'opposition au gouvernement de Nicolás Maduro. Ainsi, de fait, les députés seront délogés du Parlement.
Enfin, à cause du blocus de bureaux de vote dans deux États par l'opposition, des élections partielles auront lieu le 13 août.

## Réactions

### Avant le vote
En mai 2017, un appel d'« intellectuels de gauche », des Amériques et d’Europe, est lancé contre la violence au Venezuela. Ils considèrent que l’appel à une Assemblée constituante est « prononcé de manière clairement anticonstitutionnelle », cette procédure ne peut qu'alimenter la crise vénézuélienne, par ailleurs : « Cette initiative peut être perçue comme une tentative de consolidation d’un régime totalitaire».
La MUD a également appelé au boycott du scrutin.
Outre les critiques de l'opposition parlementaire, des « chavistes historiques » s'opposent à cette décision de Nicolás Maduro. Ainsi Nicmer Evans, un ancien conseiller d'Hugo Chávez, considère qu'il s'agit là d'une trahison envers Chávez et le peuple vénézuélien. De même des anciennes ministres d'Hugo Chávez, comme Oly Millán ou Ana Elisa Osorio, sont opposées à cette Assemblée constituante,. La journaliste Mari Pili Hernández, ancienne ministre de la Jeunesse de Chavez indique : « On ne doit pas toucher une seule virgule de la Constitution sans en passer par un référendum ». Le 24 mai, Luisa Ortega Díaz, procureur général du Venezuela depuis 2007, estime que la convocation d’une Assemblée constituante « aggraverait la crise »,. Elle considère que c'est de la part du gouvernement « une tentative de détruire l’héritage du président Chávez ».
Le 8 juin 2017, elle dépose un recours contre la convocation de l'Assemblée constituante, recours qui est rejeté le 12 juin 2017 par le Tribunal suprême de justice. Le 12 juin 2017, plusieurs anciens ministres d'Hugo Chávez se réunissent autour d'elle pour évoquer la défense de la Constitution. Ensuite des députés proche du président Maduro réclamèrent au TSJ une expertise médicale à son encontre, dans le but de la destituer.
Le 14 juin 2017, le général Alexis López, à la tête du Conseil de défense de la Nation, annonça sa démission pour s'opposer au processus de convocation de la constituante.
Mgr Bernardito Auza, nonce apostolique et observateur permanent du Saint-Siège aux Nations unies, considère que la convocation de cette Assemblée, « au lieu d’aider à résoudre les problèmes, présente le risque de les compliquer ultérieurement et met en danger le futur démocratique du pays », par contre il se prononce pour des élections libres et directes. L’Église catholique vénézuélienne, par la voix de Mgr Diego Padron, président de la Conférence épiscopale vénézuélienne, ne ménage plus le gouvernement et évoque la mise en place d'une dictature : « Cette assemblée prévue pour fin juillet sera imposée par la force et le résultat sera l’inscription dans la Constitution d’une dictature militaire, socialiste, marxiste et communiste ».
Le 16 juillet 2017, l'opposition organise un référendum pour protester contre la tenue du scrutin. Elle réunit 7,6 millions de votes opposés à la constituante (sur 19 millions d'électeurs). Le président considère ce scrutin comme n'ayant aucune valeur légale ni contraignante.
Le 20 juillet, des partis politiques et des syndicats d'opposition font une grève générale, également pour protester contre la Constituante,. Une autre grève générale, de 48 heures, est menée les 26 et 27 juillet,,.
Le 22 juillet, l'organisation d'opposition MUD nomme 33 magistrats afin de créer une cour suprême parallèle au Tribunal suprême de justice. L'un des magistrats nommés, Ángel Zerpa Aponte, est arrêté le jour-même par le service de renseignement vénézuélien, le SEBIN,,. Le 26 juillet, deux autres magistrats de la Cour suprême parallèle, Jesus Rojas Torres et Zuleima Gonzalez, sont à leur tour arrêtés par le SEBIN.
Le 29 juillet, Nicolás Maduro a affirmé que la Constituante de 2017 avait la « même légitimité que celle de 1999 ».
L'anthropologue et chercheuse au CNRS Paula Vasquez (qui vient d'effectuer une enquête au Venezuela) note que « cette constituante marque la fin de la démocratie » : « En situation de faiblesse politique, Nicolas Maduro veut faire table rase et refonder la nation. Mais il le fait de façon illégale, car la Constitution prévoit un référendum préalable à la Constituante. Lundi, il n'y aura plus de Constitution, donc le Parlement, où l'opposition domine, n'aura plus de rôle officiel et les nouveaux élus désignés par le scrutin de dimanche vont siéger à la place des députés ».

### Après le vote

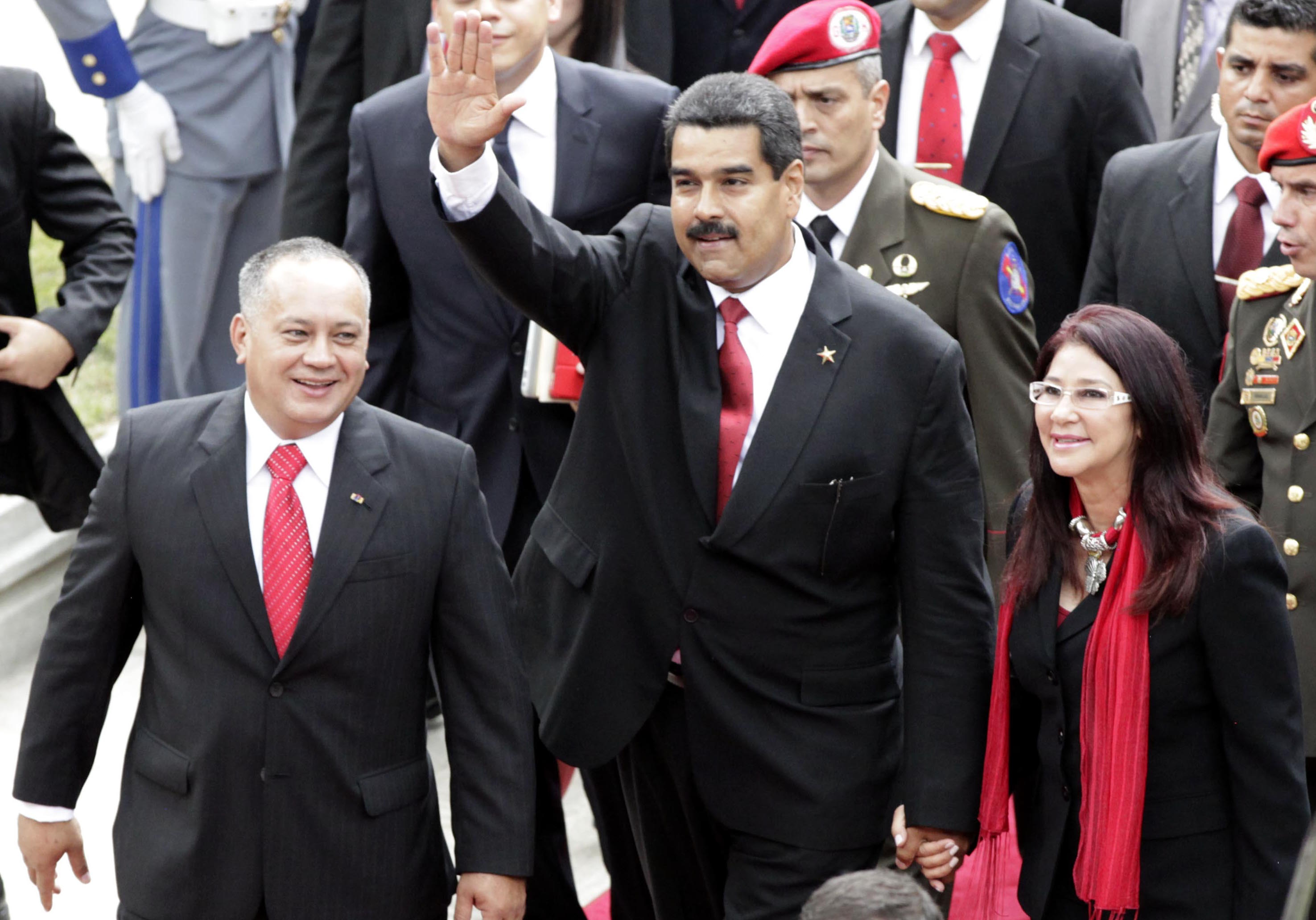
Diosdado Cabello, Nicolás Maduro et Cilia Flores (2013).

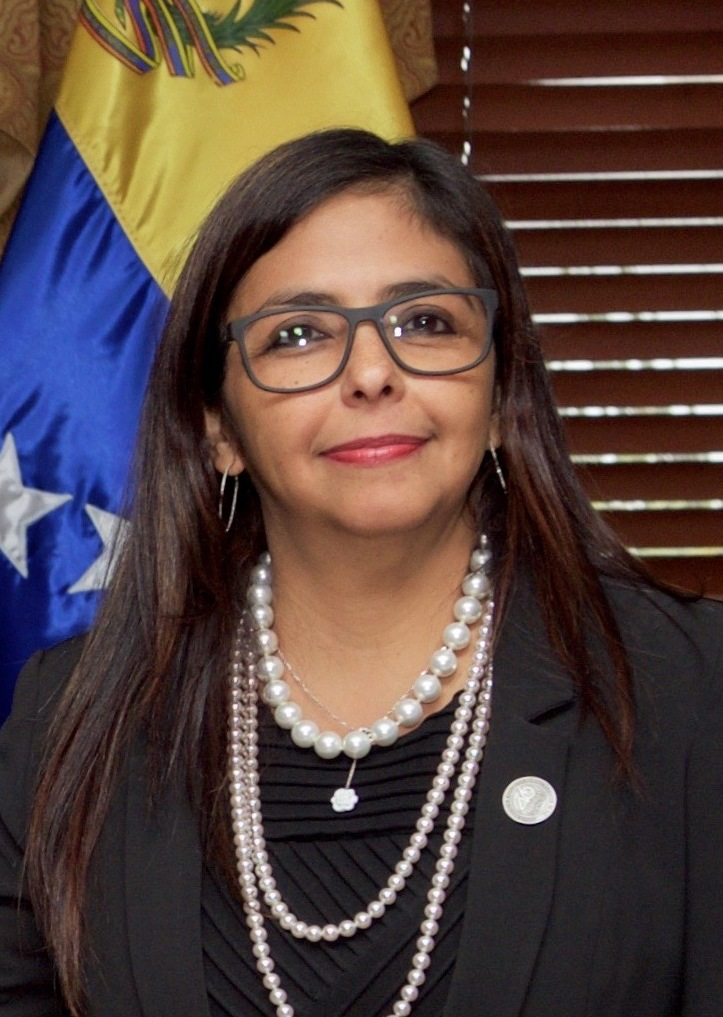
Delcy Rodríguez, présidente de l'Assemblée nationale constituante (2017).

Au lendemain du vote, les États-Unis, la Colombie, le Panama, le Pérou, l'Argentine et le Costa Rica refusent de reconnaitre la nouvelle Assemblée nationale constituante. Par contre la Bolivie dénonce la « soumission de ces pays au gouvernement américain. ». De même Cuba, l'Équateur, l'Iran, le Nicaragua, la Russie, la Syrie apportent leur soutien au président Nicolás Maduro.
Les pays du Mercosur se sont désolidarisés de Nicolás Maduro. Les 28 pays de l'Union européenne, ne reconnaissent pas cette assemblée non plus,.
Diosdado Cabello, ancien président de l'Assemblée nationale, et Cilia Flores, épouse de Nicolás Maduro, étaient pressentis pour la présidence de l’Assemblée constituante. Pour Francine Jacome, directrice de l’Institut vénézuélien d’études sociales et politiques, si Diosdado Cabello gagne, il pourrait devenir de fait le véritable « homme fort » du Venezuela. En effet l’Assemblée constituante a des pouvoirs supérieurs à toutes les autres institutions, y compris la présidence de la République. Finalement, Delcy Rodríguez est élue présidente à l'unanimité le 4 août au cours de la séance inaugurale,,.

## Violences
La campagne des élections se passe durant une grande vague de manifestations, où les violences commises par les deux camps et des groupes de pilleurs apolitiques ont provoqué plus d'une centaine de morts.
Le 5 juillet 2017, le jour de la fête nationale, le général Lugo, responsable de la protection de l'Assemblée nationale, laisse entrer des « collectivos » (des groupes de militants « chavistes  ») dans le Parlement. Alors que des employés, des journalistes et des députés sont bloqués dans le bâtiment pendant sept heures, d'autres députés sont agressés à coup de barres de fer.
Président de l'ONG Un mundo sin mordaza (« un monde sans bâillon »), Rodrigo Diamanti critique le peu de réactions internationales face aux violences : « Les témoignages de tortures dans les prisons contre les opposants sont nombreux et identiques dans l'ensemble du pays, ce qui montre qu'il s'agit d'une politique délibérée. Depuis 2013, nous avons relevé 8 000 détentions arbitraires, 450 cas de torture, 500 prisonniers politiques et plus de cent morts depuis avril 2017. Combien faudra-t-il de morts pour que la communauté internationale réagisse ? Il est urgent qu'une enquête internationale soit organisée par le Tribunal international de La Haye non seulement pour obtenir justice mais aussi pour calmer les ardeurs répressives du gouvernement Maduro ».

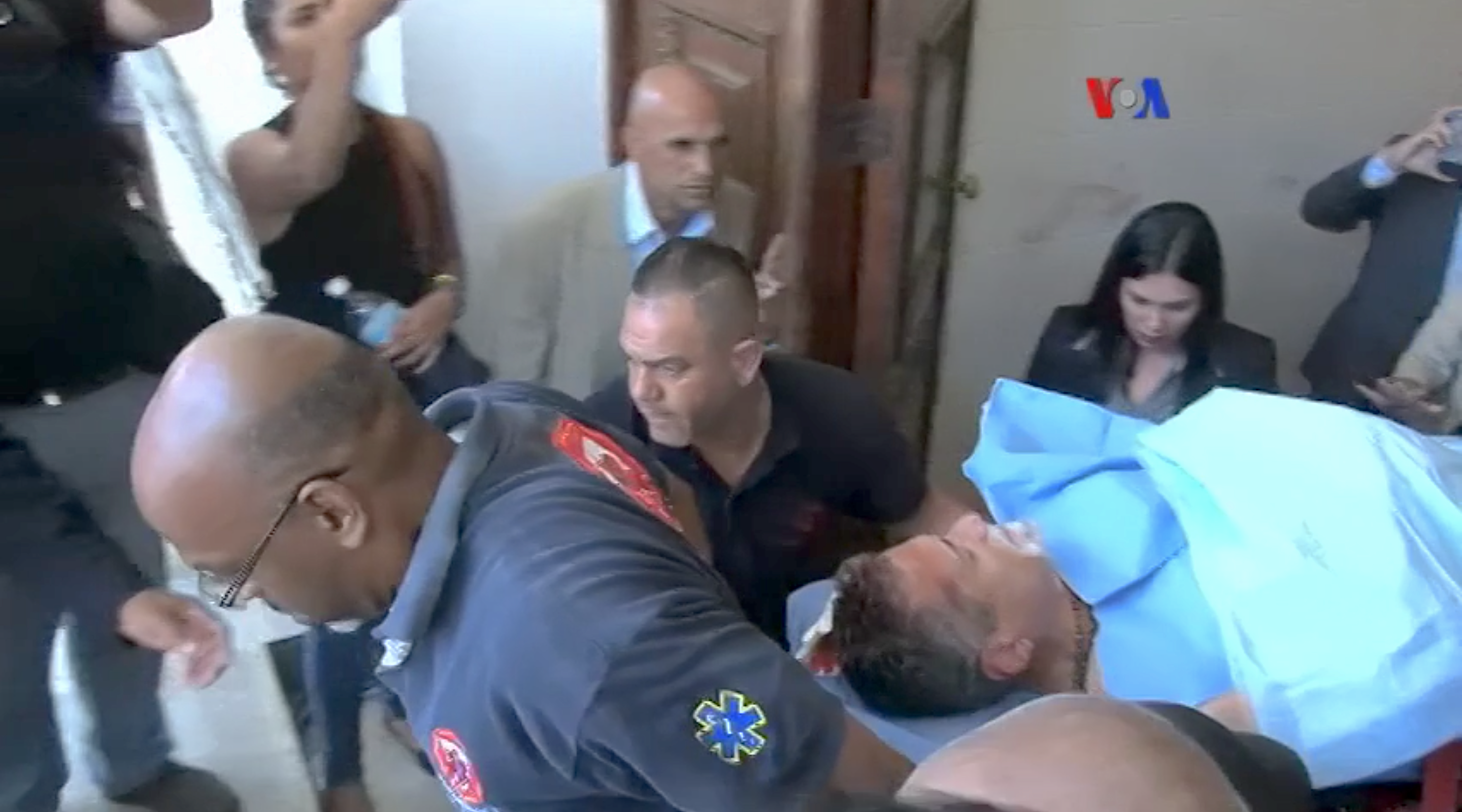
Prise d'otage du Parlement le 5 juillet 2017 : Évacuation du député Americo De Grazia

Le 10 juillet 2017, un candidat à la Constituante, José Luis Rivas, 42 ans, a été tué par balle par des inconnus alors qu’il faisait campagne dans la ville de Maracay. Malgré le contexte très tendu, l'hypothèse d'un règlement de comptes est privilégiée par rapport à celle d'un assassinat politique.
Lors du référendum du 16 juillet 2017, des inconnus à motos tirent sur un point de vote à Caracas. Une femme est tuée par la fusillade et trois autres personnes sont blessées.
Selon le député d'opposition Rosmit Mantilla, lors de la campagne plus de 7 millions d'armes illégales circulent dans le pays, et de plus en plus apparaissent dans ou autour des manifestations.
La veille et le jour de l'élection, les 29 et 30 juillet, plusieurs actes violents ont lieu dans tout le pays, qui provoquent des morts et des blessés chez les pro- comme chez les anti-Maduro. Pendant ces deux jours, au moins quinze personnes ont été tuées. Le samedi 29, dans l’État de Tachira, plusieurs centaines de personnes ont incendié samedi des machines à voter installées dans deux écoles, et une cinquantaine de bureaux de vote ont été endommagés dans cet État, selon l’opposition. Dans la nuit du 29 au 30, José Felix Pineda, un avocat de 39 ans et candidat chaviste à l’élection, est assassiné dans sa maison à Ciudad Bolivar par un groupe de personnes armées et rentrées chez lui par effraction,. Des affrontements ont lieu la nuit du 29 au 30 et la journée du 30 dans les États de Mérida et Barquisimeto, qui provoquent la mort de trois manifestants,. Le maire de Barquisimeto, Alfredo Ramos, a été arrêté pour n'avoir pas empêché les manifestations et rapidement remplacé par une chaviste, Teresa Lunares. Les artères des principales villes du pays sont bloquées par les manifestants dès 4 h du matin du 30 juillet. Le dimanche 30 à l'aube, un des dirigeants de l'opposition, Ricardo Campos, secrétaire à la jeunesse du parti d'opposition Action démocratique, 30 ans, est tué par balle à Cumaná, dans l’État de Sucre,. Durant la journée du dimanche, plusieurs bureaux de vote sont bloqués par l'opposition, tandis que dans le quartier de Petare à l'est de Caracas plusieurs assesseurs ne se présentent pas. Les affrontements ont continué pendant une bonne partie de la journée de dimanche à Caracas où des opposants masqués ont dressé des barricades afin de bloquer les routes. Un engin explosif a blessé quatre policiers lors d’affrontements avec des manifestants sur une avenue du quartier d'Altamira,.

## Sondages sur la légitimité du scrutin
La plupart des enquêtes d'opinion prévoient une abstention élevée. Une part élevée de la population pense que le gouvernement est une dictature,.

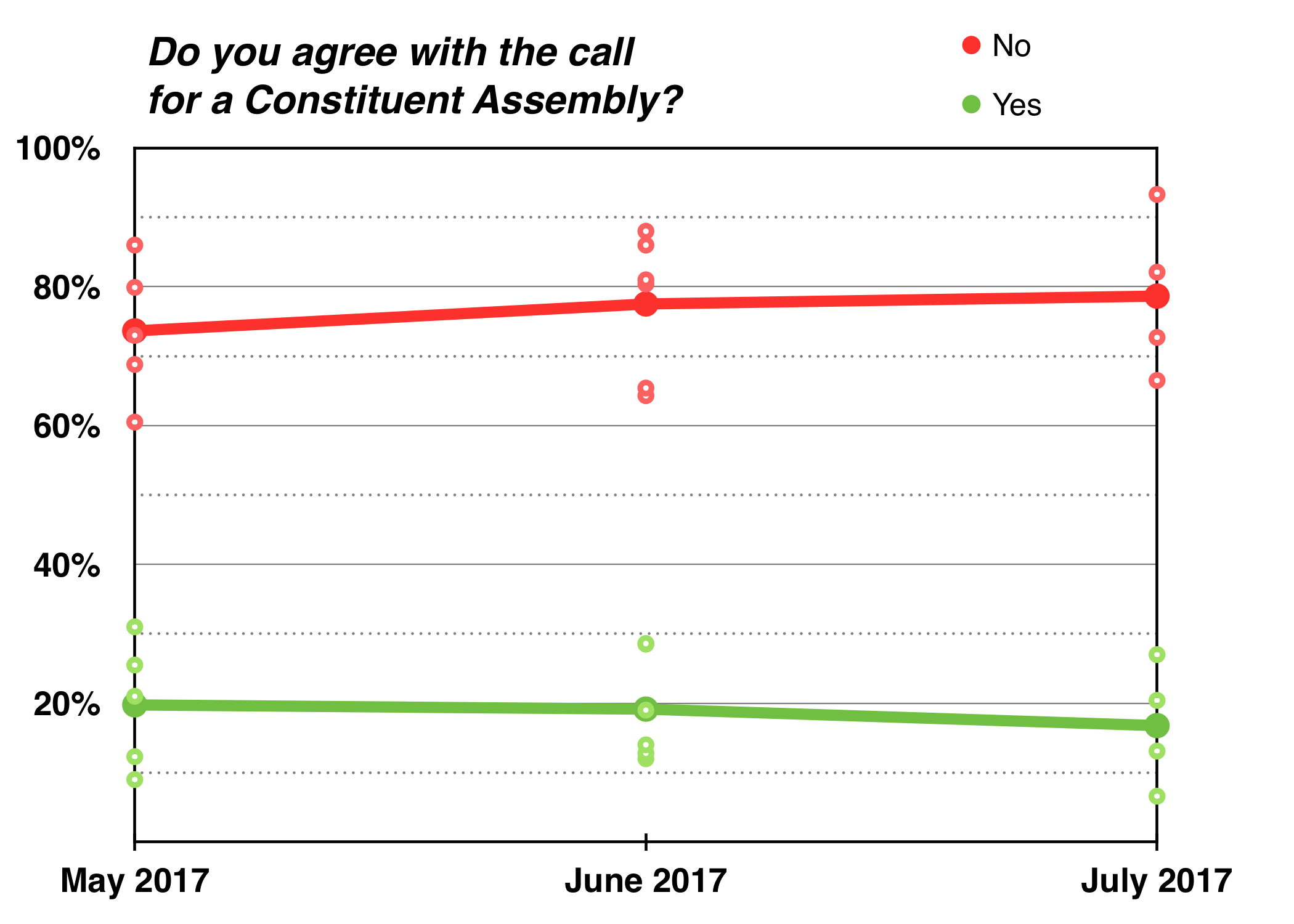
Courbe de tendance.

| Date          | Institut de sondage | Échantillon | Soutient | Rejette | Indécis | Différence |
| ------------- | ------------------- | ----------- | -------- | ------- | ------- | ---------- |
| 8–19 juillet  | Datanalisis         | 500         | 20,4 %   | 72,7 %  | 3,8 %   | 52,3 %     |
| 7–12 juillet  | Datanalisis         | 500         | 27 %     | 66,5 %  | 4,6 %   | 41, 8 %    |
| 6-11 juillet  | Hercon              | 1 200       | 13,1 %   | 82,1 %  | 4,7 %   | 69,0 %     |
| 28 juin       | Hinterlaces         | 1 580       | 54 %     | 44 %    | 2 %     | 10 %       |
| 22 juin       | Meganalisis         | -           | 12,8 %   | 80,4 %  | 6,7 %   | 67,6 %     |
| 22 juin       | Datanalisis         | 1 000       | 23,2 %   | 66,9 %  | 9,9 %   | 43,7 %     |
| 19 juin       | Ceca                | 1 579       | 19 %     | 81 %    | N/A     | 62 %       |
| 7-9 juin      | Pronóstico          | 800         | 14 %     | 86 %    | N/A     | 72 %       |
| 29 mai–4 juin | Datanalisis         | 320         | 27 %     | 69,1 %  | 2,2 %   | 42,1 %     |
| 10–25 mai     | Hercon              | 1 200       | 12.3 %   | 79,9 %  | 7,7 %   | 67,6 %     |
| 10-24 mai     | Hinterlaces         | 1 580       | 54 %     | 44 %    | 2 %     | 10 %       |
| 10–17 mai     | UCV                 | 1 200       | 9 %      | 86 %    | 5 %     | 77 %       |
| 8 mai         | Datincorp           | 1 199       | 21 %     | 73 %    | 5 %     | 52 %       |
| 8 mai         | ICS                 | 1 300       | 54,2 %   | 31,2 %  | 14,6 %  | 23 %       |
| 5 mai         | MORE Consulting     | 1 000       | 25,5 %   | 68,8 %  | 5 %     | 43,3 %     |

## Résultats

Composition de l'assemblée élue. En rouge, les membres du groupe Grand pôle patriotique Simón Bolívar.

Le 31 juillet, Tibisay Lucena, président du Conseil national électoral, annonce un taux de participation de 41,53 % et 8 089 230 votants. Le député social-démocrate Henry Ramos Allup évoque un taux de participation à 12 % à la mi-journée, soit environ 2,4 millions de votants.
Une partie des nouveaux députés (500 sur 545) sont convoqués pour une réunion de travail le 3 août au palais des sports de Caracas. L'Assemblée prête serment devant le président Maduro 2 août 2017. L'installation de l'Assemble constituante, prévue initialement le 3 août, est reportée au 4, à 11 h (15 h GMT),.
Des personnalités importantes sont élues : Cilia Flores et Nicolás Maduro Guerra, respectivement épouse et fils de Nicolás Maduro, Diosdado Cabello, ancien président de l'Assemblée nationale et ancien vice-président, Delcy Rodríguez, ancienne ministre des Affaires étrangères et Iris Varela, ancienne responsable des prisons,.
Le 2 août 2017, Antonio Mugica, le président de la firme SmartMatic chargée du système de vote électronique au Venezuela depuis 2004 et ayant organisé le scrutin, affirme que le gouvernement a truqué les chiffres de la participation sur au moins un million de voix. Le journaliste Maurice Lemoine relève cependant en 2020 que SmartMatic n'a « jamais soumis à quiconque un quelconque rapport technique détaillé expliquant la supposée fraude, qui l’a réalisée et comment elle a été détectée » et souligne que l'entreprise était menacée par les autorités américaines de très fortes amendes et d'exclusion du marché américain si elle poursuivait son travail avec les autorités électorales vénézuéliennes. L'agence Reuters a constaté, à la lecture des données de la commission électorale, que le chiffre des votants à 17 h 30 était de 3,7 millions. Selon la politologue américaine Jennifer McCoy, il est pratiquement impossible de doubler le nombre d'électeurs dans la dernière heure. Pour le procureur général du Venezuela, Luisa Ortega Díaz, les résultats sont tout à fait improbables,, elle décide d'ouvrir une enquête sur les suspicions de fraude entourant l’élection de l’Assemblée. Elle demande aux tribunaux le lendemain, le 4 août, de bloquer l'installation de l’Assemblée constituante, en raison des possibles irrégularités lors du scrutin. Le 5 août, elle est destituée de son poste de procureur général de la République par l'Assemblée constituante.

## Conséquences
Le 18 août, l'Assemblée constituante s'arroge les pouvoirs législatifs de l'Assemblée nationale, où siègent une majorité de députés d'opposition. Spécifiquement, elle s'octroie « le pouvoir de légiférer sur les sujets visant directement à garantir la préservation de la paix, la sécurité, la souveraineté, le système socio-économique et financier, les biens de l’État et la primauté des droits des Vénézuéliens ». La direction de l'Assemblée nationale déclare ne pas reconnaître l'Assemblée constituante.
Pour Le Monde, « avec le coup de force mené par une Constituante chaviste contre l’Assemblée nationale, Nicolas Maduro parachève son contrôle du pays ». « Le Venezuela s’enfonce dans la dictature ».

## Analyse
Christophe Ventura, chercheur associé à l'IRIS, estime que « la composante la plus radicale de l'opposition l'a emporté ». Il déclare en outre qu'on « peut malgré tout estimer à 8 millions d’électeurs le nombre de personnes ayant participé à l’élection du 30 juillet, et à un peu plus de 7 millions ceux du référendum de l’opposition. On s’aperçoit alors qu’on retrouve des chiffres similaires à ceux des dernières élections de Chavez : quand le chavisme et l’opposition sont mobilisés, on retombe sur 8 millions (le score de Chavez en 2012) contre 7. Il semble donc y avoir une vraie continuité, une cohérence dans la société vénézuélienne ». Il ajoute que « déjà en 2005, l'opposition avait eu la même stratégie par rapport aux élections législatives. À l'époque, ils avaient boycotté le Parlement, le laissant devenir 100% chaviste, chose qui lui a été reprochée ».